# Innes Ireland
Robert McGregor Innes Ireland (noto semplicemente come Innes Ireland; Mytholmroyd, 12 giugno 1930 – Reading, 22 ottobre 1993) è stato un pilota automobilistico britannico.

## Carriera

### Esordio
Ireland prende parte alle prime gare con una Bentley presa in prestito da una coppia di anziane signore. Partecipa inoltre ad alcune competizioni con una Riley d'anteguerra.
Durante una gara sul Circuito di Goodwood riesce ad attirare l'attenzione di un amico del fratello, il maggiore Rupert Robinson, che decide di finanziarlo per tre stagioni. Ireland acquista quindi una Lotus e prende parte alle principali gare automobilistiche nazionali.
Durante queste competizioni il suo talento viene notato da Colin Chapman che nel 1959 gli offre l'opportunità di gareggiare nel Team Lotus.

### Formula 1
Debutta nel 1959, al Gp d'Olanda alla guida di una Lotus e subito va a punti conquistando un quarto posto di grande valore. La stagione, però continua senza grandi exploit, e l'inglese otterrà due punti solo all'ultima gara. 
Il 1960 è l'anno migliore di Ireland con la conquista del quarto posto in classifica finale e tre podi. 
Nel 1961 continua il sodalizio dell'inglese con la Lotus e arriva la prima vittoria al Gp degli Stati Uniti, ultima gara della stagione; questo sarà anche l'ultimo anno che vedrà Ireland nelle posizioni di testa di una gara di Formula 1. 
Nel 1962 il pilota inglese ottiene solo due punti. Qualche miglioramento si ha nella stagione successiva con sei punti conquistati. 
Il 1964 sarà l'ultima volta in cui Ireland otterrà punti. Si ritirerà nel 1966.
Ireland morirà nel 1993; dopo i funerali il corpo verrà cremato e le ceneri sparse presso Wester Ross, Scozia.

## Risultati completi in Formula 1
| 1959 | Scuderia   | Vettura |  |  |   |     |  |     |     |     |   |  |  | Punti | Pos. |
| ---- | ---------- | ------- |  |  | - | --- |  | --- | --- | --- | - |  |  | ----- | ---- |
| 1959 | Team Lotus | 16      |  |  | 4 | Rit |  | Rit | Rit | Rit | 5 |  |  | 5     | 14º  |

| 1960 | Scuderia   | Vettura |   |   |  |   |     |   |   |   |  |   |  | Punti | Pos. |
| ---- | ---------- | ------- | - | - |  | - | --- | - | - | - |  | - |  | ----- | ---- |
| 1960 | Team Lotus | 18      | 6 | 9 |  | 2 | Rit | 7 | 3 | 6 |  | 2 |  | 18    | 4º   |

| 1961 | Scuderia   | Vettura    |    |  |     |   |    |     |     |   |  |  |  | Punti | Pos. |
| ---- | ---------- | ---------- | -- |  | --- | - | -- | --- | --- | - |  |  |  | ----- | ---- |
| 1961 | Team Lotus | 21 e 18/21 | NP |  | Rit | 4 | 10 | Rit | Rit | 1 |  |  |  | 12    | 6º   |

| 1962 | Scuderia                 | Vettura  |     |     |     |     |    |  |     |   |   |  |  | Punti | Pos. |
| ---- | ------------------------ | -------- | --- | --- | --- | --- | -- |  | --- | - | - |  |  | ----- | ---- |
| 1962 | UDT Laystall Racing Team | Lotus 24 | Rit | Rit | Rit | Rit | 16 |  | Rit | 8 | 5 |  |  | 2     | 16º  |

| 1963 | Scuderia                   | Vettura             |     |     |   |   |    |     |   |  |  |  |  | Punti | Pos. |
| ---- | -------------------------- | ------------------- | --- | --- | - | - | -- | --- | - |  |  |  |  | ----- | ---- |
| 1963 | British Racing Partnership | Lotus 24 e BRP Mk 1 | Rit | Rit | 4 | 9 | SQ | Rit | 4 |  |  |  |  | 6     | 9º   |

| 1964 | Scuderia                   | Vettura         |    |  |    |     |    |  |   |   |     |    |  | Punti | Pos. |
| ---- | -------------------------- | --------------- | -- |  | -- | --- | -- |  | - | - | --- | -- |  | ----- | ---- |
| 1964 | British Racing Partnership | BRP Mk 1 e Mk 2 | NP |  | 10 | Rit | 10 |  | 5 | 5 | Rit | 12 |  | 4     | 14º  |

| 1965 | Scuderia           | Vettura  |  |  |    |     |     |    |  |   |     |    |  | Punti | Pos. |
| ---- | ------------------ | -------- |  |  | -- | --- | --- | -- |  | - | --- | -- |  | ----- | ---- |
| 1965 | Reg Parnell Racing | Lotus 25 |  |  | 13 | Rit | Rit | 10 |  | 9 | Rit | NP |  | 0     |      |

| 1966 | Scuderia             | Vettura  |  |  |  |  |  |  |  |     |     |  |  | Punti | Pos. |
| ---- | -------------------- | -------- |  |  |  |  |  |  |  | --- | --- |  |  | ----- | ---- |
| 1966 | Bernard White Racing | BRM P261 |  |  |  |  |  |  |  | Rit | Rit |  |  | 0     |      |

| Legenda | 1º posto     | 2º posto | 3º posto    | A punti         | Senza punti/Non class.  | Grassetto – Pole position Corsivo – Giro più veloce |
| Legenda | Squalificato | Ritirato | Non partito | Non qualificato | Solo prove/Terzo pilota | Grassetto – Pole position Corsivo – Giro più veloce |